# 秋宗秀夫
秋宗 秀夫 （あきむね ひでお） は、日本の原子力工学者。京都大学名誉教授。

## 人物・経歴
大阪府出身。1955年浪速大学（現：大阪公立大学）工学部電気工学科卒業。大阪大学大学院修士課程修了､ 同博士課程単位修得後､ 1960年大阪大学工学部原子力工学科第一講座助手､ 1966年同講師､ 1968年同助教授。1977年京都大学ヘリオトロン核融合研究センター教授。核融合の研究を行った。1993年停年退官､ 京都大学名誉教授。名古屋大学プラズマ研究所専門委員会委員長や、同所将来計画委員長も務め、核融合科学研究所の設立に参画した。